# Мексикано-индейские войны
Мексикано-индейские войны — серия вооруженных конфликтов между Испанией, затем Мексикой против мексиканских индейцев.